# Rinne – Cảnh giới luân hồi
Rinne - Cảnh giới luân hồi (Nhật: 境界のRINNE Hepburn: Kyōkai no Rinne), hay gọi tắt là RIN-NE, là một bộ manga của mangaka lừng danh Takahashi Rumiko. Rinne được đăng lần đầu tiên trên tạp chí manga của nhà xuất bản Shogakukan: Weekly Shōnen Sunday vào ngày 22 tháng 4 năm 2009. Câu chuyện xoay xung quanh Rokudo Rinne, một chàng trai "nửa tử thần" và Sakura Mamiya, một cô gái có khả năng nhìn thấy linh hồn cùng những người bạn của họ.

## Cốt truyện

Áp phích quảng cáo cho Kyokai no Rinne.

Câu chuyện mở đầu với ký ức không rõ ràng của Sakura Mamiya thời cô còn bé về một thế giới và một chiếc bánh xe khổng lồ trong một lần cô đi lạc. Kể từ đó, Sakura có được khả năng nhìn thấy các hồn ma, điều cô không hề mong muốn. Sakura gặp Rinne Rokudo, người đã vắng mặt trong suốt tháng đầu tiên của năm học. Sau khi cho Sakura biết mình là một tử thần (死神 Shinigami), cậu đã cố gắng xóa đi ký ức của cô nhưng thất bại. Sakura đã cùng sát cánh với Rinne trong công việc giúp các linh hồn được siêu thoát.

## Nhân vật
Rokudō Rinne (六道　りんね Lục Đạo Luân Hồi?)
Nhân vật nam chính của truyện. Rinne là một học sinh cấp III nửa người - nửa thần chết: cậu có ông nội là con người và bà nội là một Thần chết. Chính vì vậy, cậu cần sử dụng nhiều công cụ tử thần hơn tử thần bình thường khi làm việc, vì vậy, cùng với việc có một ông bố ăn hại, Rinne rất nghèo. Cậu sử dụng thiết bị quan trắc khí tượng đã không còn sử dụng sau trường như một ngôi đền nhỏ, nơi cậu nhận đồ cúng và những lời thỉnh cầu của học sinh trong trường, như đây là một nguồn thu nhập chính của Rinne bên cạnh lương Cục quản lý số mệnh Âm phủ, thu nhập từ phí trừ tà và làm hoa giả tại nhà.
Thuở nhỏ, Rinne sống một cuộc sống đầy đủ cùng với ông nội, sau khi ông mất cậu chuyển sang sống tại khu nhà câu lạc bộ bỏ hoang của ngôi trường đang theo học để tiết kiệm chi phí.
Mamiya Sakura (真宮　桜 Chân Cung Anh)
Nhân vật nữ chính của truyện, cô là nữ sinh năm thứ nhất của cấp III. Lúc còn bé, Sakura bị một Thần chết tà ác dụ vào âm phủ nhưng được Tamako, bà của Rinne, dẫn về và khuyên cô quên đi mọi chuyện. Thế nhưng Tamako lại sơ ý cho Sakura ăn đồ ăn dưới âm phủ, nên cô có khả năng nhìn thấy linh hồn từ đó. Sakura lúc đầu tưởng Rinne là một hồn ma, nhưng khi biết cậu là một Thần chết nhưng "nghèo rớt mồng tơi" đã quyết định sát cánh cùng cậu trong việc giúp các linh hồn siêu thoát. Sakura là một cô gái tốt bụng và hiền lành trái ngược hoàn toàn với tính cách của Kagome và Akane hai "bà chằn" trong hai tác phẩm còn lại. Người đọc sẽ ngay lập tức bị Sakura thu hút bởi vẻ ngoài nữ tính cùng hai bím tóc tết nom thật đỏm dáng, nhưng đó chỉ là "ánh trăng lừa dối" mà thôi. Với gương mặt chẳng mấy khi thay đổi biểu cảm cùng phong thái tự chủ, dễ dàng thích nghi với mọi tình huống, Sakura đã một chiêu thu phục toàn bộ độc giả, khiến ai nấy đều thấy bất ngờ rồi nhanh chóng chuyển thành hâm mộ. Đi cùng với diễn biến của Rinne, ta mới dần nhận ra rằng, từ "ngầu" là không đủ để lột tả được trọn vẹn khí chất của cô. Trông thấy ma quỷ mà mặt chẳng biến sắc, thẳng tay trừng trị tên Thần chết không thương tiếc mỗi lần hắn gây ra rắc rối… từ Sakura toát lên thứ khí chất ‘oai phong lẫm liệt’, điều mà chẳng ai ngờ lại có ở một cô gái mang cái tên cùng vẻ ngoài vô cùng nữ tính. Tuy không rõ ràng nhưng Sakura dần có tình cảm với Rinne theo diễn biến của câu chuyện.
Tamako (魂子 Hồn Tử)
Tamako là một thần chết kỳ cựu, có bằng bạch kim, bà của Rinne. Tuổi thọ của thần chết rất dài nên dù đã làm bà, Tamako trông vẫn như một cô gái trẻ. Bà phải lòng một chàng trai khi nhận nhiệm vụ dẫn đường cho anh đi luân hồi, nhưng hai người đã nhanh chóng phải lòng nhau. Với mối quan hệ của mình, bà chạy cho chồng thêm 50 năm tuổi thọ, đổi lại bà phải hoàn thành gấp 10 lần chỉ tiêu công việc.
Tamako sống trong một căn nhà có diện tích rất lớn tại âm phủ, sau khi chồng qua đời bà đã một vài lần cố gắng kéo đứa cháu về âm phủ ở chung, song Rinne đều nhất mực từ chối.
Rokumon (六文 Lục Văn)
Rokumon là một chú mèo đen phụ tá cho các thần chết. Các chú mèo dạng như chú làm việc với các thần chết theo một hợp đồng, trong đó chúng hỗ trợ thần chết trong công việc, kiêm nhiệm việc tiêu diệt các linh hồn tà ác; nhưng đồng thời cũng đem lại sự đe dọa, tai ương, điềm gở. Rokumon có ba hình dạng: hình dạng chính: một chú mèo đen với khuôn mặt người; hình dạng một khuôn mặt mèo quỷ khổng lồ để hù dọa người và hình dạng một chú mèo đen dễ thương khi cậu... xin ăn. Khi đến ở dương thế, Rokumon xuất hiện trong hình dạng mèo quỷ và làm cả lớp của Rinne và Sakura khiếp sợ. Rokumon nói với Rinne rằng Tamako đưa chú đến dương thế để ký hợp đồng phụ tá với Rinne nhưng cậu từ chối. Thế là chú tìm đến Sakura, thổ lộ với cô nguyên nhân thật sự mà Rinne phải thực hiện nghĩa vụ của một thần chết; trong khi đó Rinne tình cờ tìm thấy một bức thư và phát hiện ra sự thật: Rokumon bị Tamako sa thải vì vậy chú phải tới tìm Rinne để nương nhờ. Cuối cùng cả hai cũng ký một hợp đồng với điều kiện Rokumon phải tự trang trải lấy sinh hoạt phí cho mình.
Masato (魔狭人 Ma Hiệp Nhân)
Masato là một con quỷ giàu có luôn tìm cách trả thù Rinne. Cậu rất ghét Rinne vì hồi còn học ở trường Tiểu học dành cho quỷ, cậu được giao 1 bài tập về nhà là tìm 1 linh hồn và mang nó xuống địa ngục, Masato đã tìm thấy một con thỏ sắp chết vì cô đơn. Khi đang định đưa linh hồn của nó đi thì Rinne đã cho con thỏ ăn, linh hồn chủ thỏ lại trở lại về xác, làm hỏng ý định của Masato. Cậu rất tức giận và định tấn công Rinne bằng một cái đinh ba nhưng Rinne đã lấy một cái thánh giá và đập liên tiếp vào đầu Masato, từ đó dẫn đến mối thù sau này. Mặc dù giàu có nhưng cậu hơi thiếu thông minh. Cậu phát âm rất kém, thường viết sai chính tả, những cái bẫy của cậu thì rất trẻ con và dễ dàng có thể phản lại cậu.
Jumonji Tsubasa (十文字 翼 Thập Văn Tự Dực)
Tsubasa đến từ 1 gia đình làm nghề pháp sư. Cũng giống như Sakura, cậu có thể nhìn thấy ma nhưng thường tấn công chúng bằng "tro thần" một cách "dã man" thay cho việc siêu thoát cho chúng, điều đó khiến chúng biến thành những ác linh. Tsubasa gặp Sakura khi còn nhỏ và dần dần có tình cảm với cô khi biết cô cũng có thể nhìn thấy ma như mình. Kể từ khi chuyển về trường của Sakura, cậu luôn cố gắng bày tỏ tình cảm của mình với cô và ghen tị với Rinne khi Rinne và Sakura ở bên nhau, sau đó cậu cũng tham gia vào việc siêu thoát linh hồn cùng họ. Từ đó, cậu nhận ra rằng không phải tất cả các con ma đều ác và cậu trở nên "khoan dung" hơn đối với chúng. Cậu thường nhảy luôn đến kết luận khi có điều gì đó liên quan đến Rinne và Sakura.
Ageha (鳳 Phụng)
Ageha là 1 Thần chềt, cô gặp Rinne trong 1 lần điều tra về tổ chức Damashigami. Lúc đầu cô rất coi thường Rinne vì cậu ta quá nghèo còn cô thì đến từ 1 gia đình giàu có, nhưng Ageha bắt đầu có tình cảm với Rinne khi ở bên cậu. Sau khi biết được chị gái của mình đã gia nhập tổ chức Damashigami và là bạn gái của bố Rinne, cô thề sẽ lật đổ tổ chức. Ageha đã nhiều lần được Rinne và bạn của cậu giúp đỡ. Cô rất hay ghen tị với Sakura vì cô cho rằng Rinne và Sakura có tình cảm với nhau mặc dù ban đầu Sakura cũng ghen tị với Ageha khi cô nghĩ rằng Rinne và Ageha đang hẹn hò.Tính cách của ageha khá giống với Hoa Hồng Đen Kodaichi " ranma 1/2"
Rokudō Sabato (六道　鯖人 Lục Đạo Chinh Nhân)
Sabato là bố của Rinne và là con trai của Tamako. Sau khi gửi Rinne đến sống cùng bà, ông thường lẻn vào phòng con mình và ăn trộm tiền trong con con lợn tiết kiệm của con. Ông thường để lại các khoản nợ lớn bằng tên con trai mình, dùng tem giả và các thủ đoạn khác. Sabato là chủ tịch tổ chức Đọa Ma Tử thần (Damashigami), kinh doanh trái pháp luật để ăn cắp linh hồn những người còn sống để tăng chỉ số cho mình. Rinne cảm thấy ghê tởm về cha mình và muốn xóa sổ tổ chức này. Ngoài việc tiêu xài hoang phí tiền của người khác, ông còn rất đào hoa: có cả tá những cô gái yêu ông, ông còn giữ một vị trí đặc biệt trong tim cho chị gái của Ageha- người đang làm thư ký cho hiệp hội. Sabato dùng bất kỳ thủ đoạn bẩn thỉu nào để buộc Rinne phải lên tiếp nhận việc điều hành tổ chức để ông có thể nghỉ hưu vào một ngày nào đó.
Otome (乙女/ おとめ Ất Nữ)
Otome là vợ Sabato và là mẹ của Rinne. Bà là một thần chết bạch kim, kém mẹ chồng Tamako 2 tuổi, bà đã khai gian tuổi khi cưới Sabato, sau đó chính vì che giấu bí mật này, Otome đã vô tình bị kéo vào vòng luân hồi và buộc phải đầu thai.
Kain (架印 Giá Ấn)
Kain là một nhân viên công vụ tại Cục quản lý số mệnh Âm phủ. Khi Kain còn bé, mẹ cậu ly dị cha cậu và tự thân nuôi con. Rồi một ngày bà nói với cậu sẽ đính hôn với Rokudo Sabato. Cha của Rinne liên tục vay tiền bà, để mặc bà và con trai đứng trên bờ vực của sự phá sản. Mẹ cậu tin rằng Sabato là một người đàn ông tốt nhưng tiền thì lại cứ cung cấp hỗ trợ tài chính cho việc kinh doanh bất hợp pháp của Sabato. Kain không muốn bất kỳ ai biết về việc gia đình mình liên thông với tổ chức tội phạm đó. Trong khi công việc của cậu lại chả liên quan gì đến điều này cả nên cậu phải âm thầm, lén lút săn bắt lũ Đọa Ma Tử thần với hi vọng phá hủy tổ chức này. Bởi thói quen ký hợp đồng bằng con dấu mang tên con trai mình của Sabato, Kain trở thành chủ nợ của Rinne và trở nên thù hằn với cậu. Kain là 1 thần chết vô tình, cậu đã lấy ngọn lửa sinh mệnh của Rinne để trang trải cho khoản nợ; cậu không cảm thấy hối hận khi 1 người ngoài cuộc vô tội như Sakura tham gia vào trận chiến của cậu.

## Truyện tranh
Kyōkai no Rinne được sáng tác và minh họa bởi mangaka Takahashi Rumiko. Chương đầu của Rinne được đăng trên tạp chí manga của Shogakukan: Weekly Shōnen Sunday vào ngày 22 tháng 4 năm 2009. Viz Media đã mua bản quyền của manga này, và dự kiến bản manga tiếng Anh sẽ được Viz xuất bản vào cuối năm 2009. Bản thân Viz đã cho đăng các chương truyện Kyōkai no Rinne tiếng Anh trên trang web của họ.
| - 001. "The Mysterious Classmate" (謎のクラスメート "Nazo no Kurasumēto") - 002. "The Legend of the Weather Hutch" (百葉箱の伝説 "Hyakuyōbaku no Densetsu") - 003. "Four O'Clock Behind the Gym" (体育館裏4時 "Taiikukan Ura Yo-ji") - 004. "Have We Met?" (どこかで会った女 "Doko ka de Atta Onna") - 005. "Y-O-U-N-G Woman" (お・ね・え・さ・ん "O Ne E Sa N") - 006. "Mystery in the Club Building" (クラブ棟の怪 "Kurabutō no Kai") - 007. "Black Cat By Contract" (契約黒猫 "Keiyaku Kuroneko") - 008. "Afraid to Fall Asleep" (眠るのがこわい "Nemuru no ga Kowai") |

| - 009. "Nuptial Cups" (固めの盃 "Katame no Sakazuki") - 010. "Reunion" (再会 "Saikai") - 011. "Songstress of the Pool" (プールの歌姫 "Pūru no Utahime") - 012. "Something Lost" (無くしたもの "Nakushita Mono") - 013. "Curse" (祟 "Tatari") - 014. "Duel at the Rabbit Hutch" (ウサギ小屋の対決 "Usagi Koya no Taiketsu") - 015. "Spirit of No Return" (戻れない生霊 "Modorenai Ikiryō") - 016. "Welcome to Hell!" (ようこそ地獄へ! "Yōkoso Jigoku e!") - 017. "Debt Hell" (借金地獄 "Shakkin Jigoku") - 018. "Stream of a Thousand Winds" (千の風気流 "Sen no Kaze Kiryū") |

Chương truyện khác
- 019. "The Transfer Student" (転校生 "Tenkōsei"?)
- 020. "If You Don't Mind, Let's Be Friends First" (友だちからで良ければ "Tomodachi kara de Yokereba"?)
- 021. "A Fun Date" (楽しいデート "Tanoshii Dēto"?)
- 022. "One Hundred Thousand Yen" (10万円 "Jūman-en"?)
- 023. "The Price of Power" (力の代償 "Chikara no Daishō"?)
- 024. "Shinigami Scythe" (死神のカマ "Shinigami no Kama"?)
- 025. "Lure of the Pumpkinhead" (カボチャ頭の誘惑 "Kabocha Kaburi no Yūwaku"?)
- 026. "Hall of the Damashigami" (だまし神の館 "Damashigami no Kan"?)